# Hylaeus larocai
Hylaeus larocai is een vliesvleugelig insect uit de familie Colletidae. De wetenschappelijke naam van de soort is voor het eerst geldig gepubliceerd in 1972 door Moure.